# کتی مک دونالد
کاترین ماری «کتی» مک دونالد (متولد ۲۵ سپتامبر ۱۹۴۸–۳ اکتبر 2012) خواننده و ترانه‌سرای بلوز و راک آمریکایی بود. در نوجوانی قبل از اینکه آیک ترنر او را کشف کند، با گروه‌های مختلف در اطراف شمال غربی اقیانوس آرام آواز می‌خواند. مک دونالد خواننده پس زمینه هنرمندان مختلفی از جمله لئون راسل، جو کاکر، رولینگ استونز، فردی کینگ و لانگ جان بالدری بود.
مک دونالد در ۲۵ سپتامبر ۱۹۴۸ در آناکورتس، واشینگتن به دنیا آمد مک دونالد از سنین پایین شروع به خوانندگی کرد. اولین آهنگی که او به‌طور کامل یادگرفت " شب بخیر آیرین " از هادی لیدبیتر بود. مک دونالد در سن ۱۲ سالگی برای اولین بار در سیاتل به صورت حرفه ای اجرا کرد.